# Mesorhaga petrensis
Mesorhaga petrensis är en tvåvingeart som beskrevs av Daniel J. Bickel 1994. Mesorhaga petrensis ingår i släktet Mesorhaga och familjen styltflugor. Inga underarter finns listade i Catalogue of Life.